# Suzuki Jimny
A Suzuki Jimny egy kisterepjáró sorozat, amelyet a japán Suzuki autógyár készít 1970. április 1. óta. Összesen 4 generációja van.

## Története
A Suzuki összkerékmeghajtású autóinak történelme 1968-ra nyúlik vissza, amikor megvásárolta a HopeStar ON360 nevezetű terepjáró gyártási jogát a Hope Motor Company autógyártól. Az első Suzuki név alatt futó összkerekes autó, az LJ10 (Light Jeep 10) 1970-ben jelent meg. Az LJ10-es egy 359 cc-s, léghűtéses, kétütemű, soros, kéthengeres motorral rendelkezett. A vízhűtéses LJ20-as 1972-ben jelent meg, amely megfelelt az újonnan bevezetett előírásoknak és szerzett még 3  lóerőt. 1975-ben, a Suzuki kiegészítette kínálatát az LJ50-nel, amely 539 cc-s, kétütemű, soros, háromhengeres motort és nagyobb differenciálműveket kapott.
A Jimny8/LJ80 egy megújított változata az LJ50-nek 800 cc-s, négyütemű, soros, négyhengeres motorral, amelyet a Jimny 1000/SJ410 és a Jimny 1300/SJ413 követett. Az SJ413-as újabb változata a Samurai nevet kapta, és ez volt az első Suzuki, amelyet forgalmaztak az Egyesült Államokban. Az SJ410 és SJ413 Ausztráliában Sierraként volt ismert, illetve egyes piacokon megtartotta a Jimny nevet.
Az új Jimny 1998-ban jelent meg, ezúttal azonos nevet visel minden piacon. Az 1998-ban kiadott változat a G13BB EFI motort használta, melyet követett az M13AA EFI 2001-ben, majd az M13AA VVT 2005-ben, kisebb belső átalakításokkal.

## HopeStar ON360
Az autót eredetileg a Japán Hope Motor Company fejlesztette ki 1967-ben és HopeStar ON360 néven árulta 1968 áprilisától. Erőforrásként egy Mitsubishi 359 cc-s, kétütemű, léghűtéses, kéthengeres ME24 motort használtak amely 21 PS (15,4 kW) teljesítménnyel rendelkezett. A hátsó híd a Mitsubishi Colt 1000-től, a kerekek a Mitsubishi Jeeptől származtak. Egy nagyon egyszerű kétüléses autó volt, ajtók nélkül, de a összkerékmeghajtás lehetővé tette a terepen való közlekedést. Végsebessége 70 km/h, illetve 30 km/h 4x4-ben. A cég nagyon kevés ON360-at, körülbelül 50 darabot adott el.[forrás?] Ezután 1968-ban kénytelen volt eladni a gyártási jogot a Suzukinak.

## Az első generáció (1970–1981)
A Suzuki Jimny kompakt terepjáró volt a Suzuki első globális sikertörténete, megvetette lábát a világpiacon. A Jimny az autópiacon egy eddigi rést töltött be.

### LJ10
Az ON360 jogainak megszerzése után a Suzuki első lépése a karosszéria átalakítása volt, illetve kicserélte a Mitsubishi motort egy léghűtéses, 359 cc-s, Suzuki „FB” kéthengeres, kétütemű motorra, amely 25 PS (18 kW) teljesítmény leadására volt képes. Mivel a hengerűrtartalom kisebb lett, mint 360 cc és a pótkerék az autó belterében kapott helyet (így az LJ10 három férőhelyes lett), a jármű hossza nem haladta meg a 3 métert. Ennek köszönhetően adókedvezményben részesült, és egyéb előnyökre tett szert. Amikor bemutatásra került 1970 áprilisában, ez volt az első 4x4-es autó a kategóriájában. Az LJ10 Jimnyk 16 inches kerekekkel rendelkeztek, tömegük 590 kg (1301 lb) volt és végsebességük 75 km/h (47 mph). Hamarosan megjelent egy 27 PS (20 kW) teljesítményű változat, de a megkövetelt végsebesség változatlan maradt.

### LJ20
Az LJ újabb változata 1972 májusában jelent meg és az LJ20 nevet viselte. A hűtőrács vízszintes bordázatát függőlegesre cserélték. A terepjáró új, vízhűtéses motort kapott (L50) és a maga 28 PS (21 kW) teljesítményével lehetővé tette a 80 km/h (50 mph) végsebesség elérését. Egy speciális változatban a pótkerék a vezető ülése mögött kapott helyet, amely lehetővé tette két egymással szembeni, kisméretű hátsó ülés elhelyezését. A balkormányos változat sugallta a Suzuki szándékait, miszerint világszerte forgalmazni szeretné autóit. Az LJ20 érkezésével megjelent a keménytetős változat is, kisebb, 15 inches kerekekkel. A Suzuki maga nem exportált autókat Amerikába, egy ottani IEC (International Equipment Co.) nevezetű cég importálta azokat. Az exportra gyártott Jimnyk pótkerekei kívül kaptak helyet, mivel külföldön nem voltak érvényesek a megszorítások.

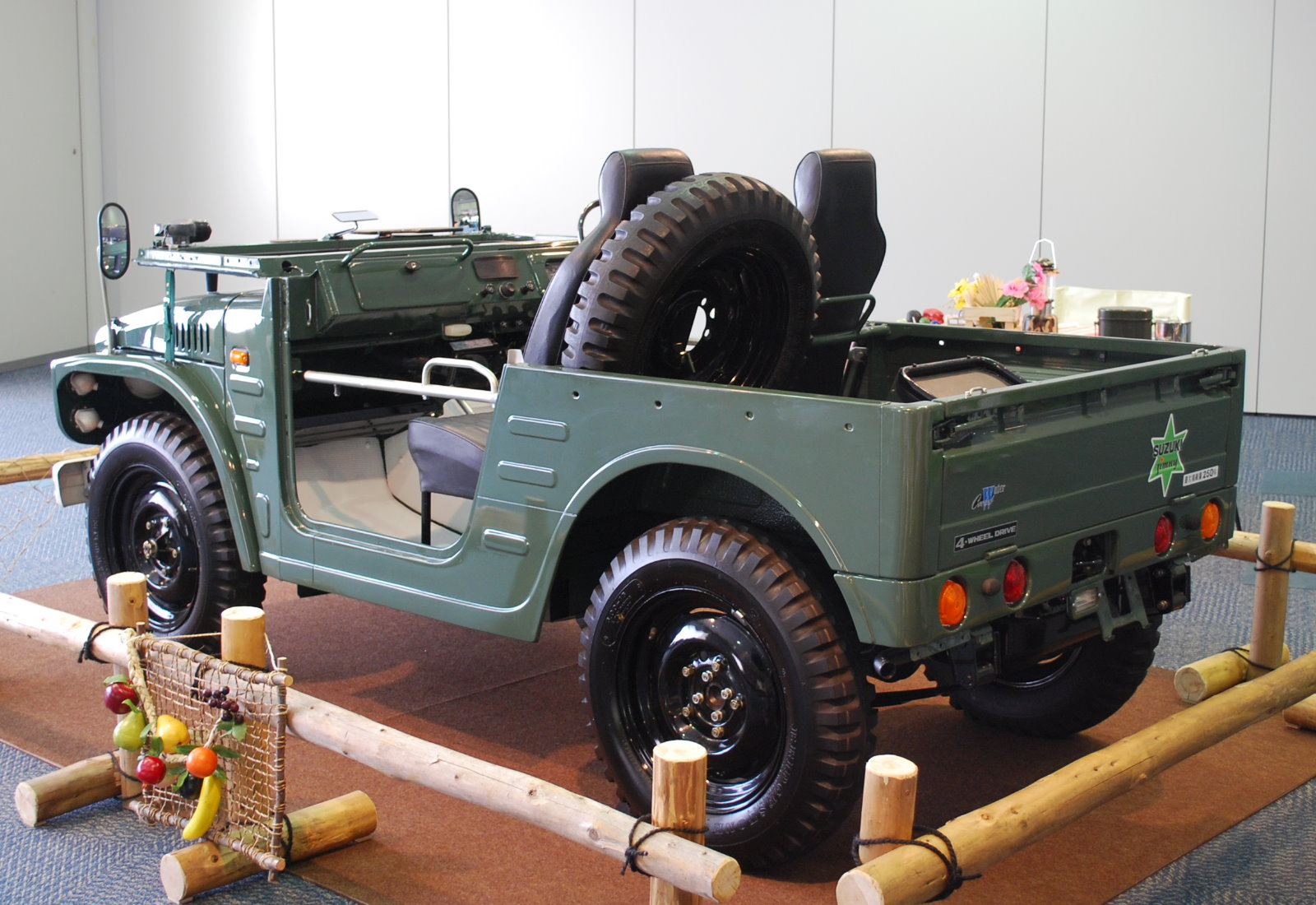
Suzuki Jimny LJ20 (1973)

Az LJ20 gyártásának vége fele egy környezetbarátabb, 26 PS (19 kW) teljesítményű motort vezettek be az egyre szigorúbb károsanyag-kibocsájtási előírások miatt. Az autó végsebessége 93 km/h (58 mph) lett, terhelhetősége pedig 250 kg vagy 550 lb (200 kg (440 lb) a „Van” verziónak).

### SJ10

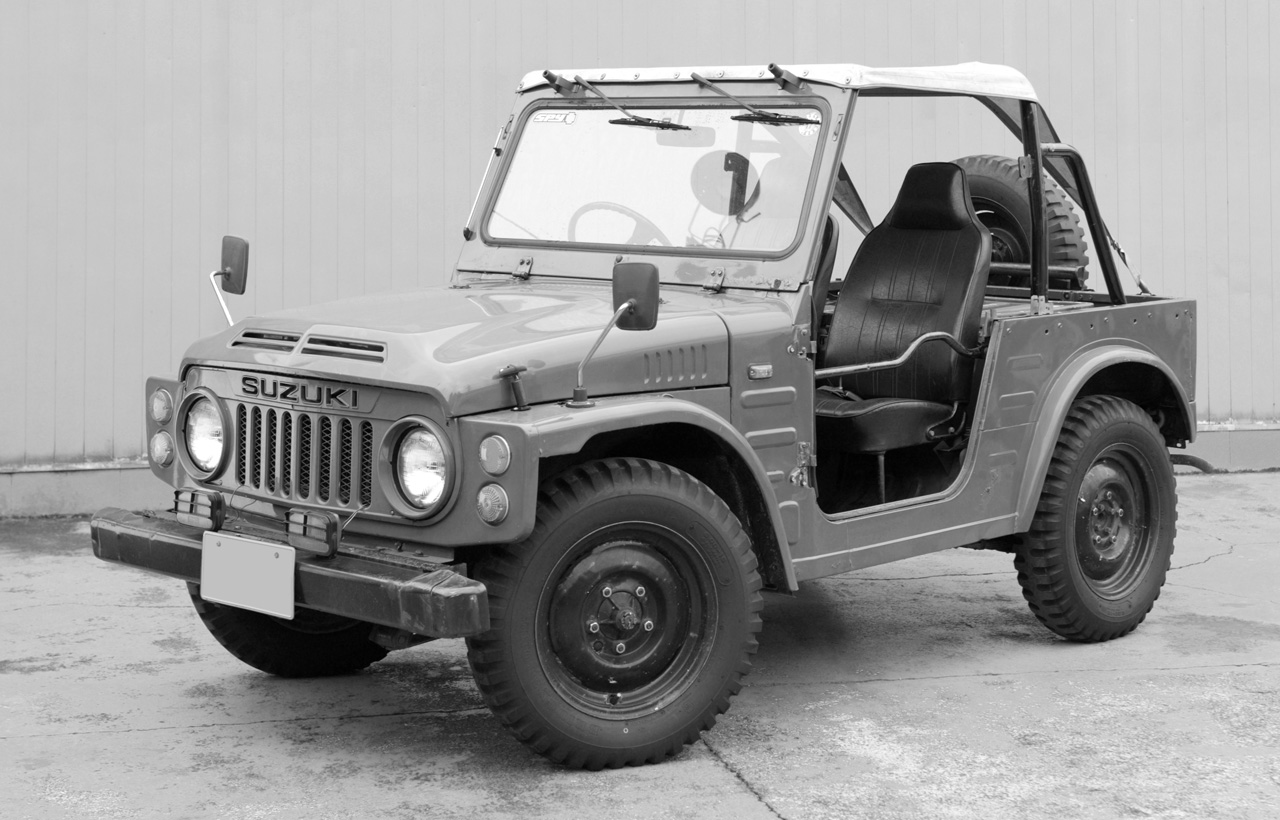
Suzuki Jimny 55 (SJ10)

Az LJ50 először 1975 szeptemberében került bemutatásra, kizárólag export céljából, 33 PS (24 kW) teljesítménnyel. A hazai piacon 1976 júniusában jelent meg, mint Jimny 55 és megfelelt az új károsanyag-kibocsájtási normáknak. Az 539 cc-s háromhengeres motor megmaradt kétüteműnek, míg teljesítménye csökkent, 26 PS (19 kW) lett. A 635 kg (1400 lb) tömegű autó nem tudta meghaladni a 60 mph (97 km/h) végsebességet. A pótkerék kívül kapott helyet, amely lehetőséget nyújtott négy ülés elhelyezésére. Az SJ10 Jimny az „LJ50” nevet viselte a legtöbb külföldi piacon.
Ausztráliában az LJ50S és az LJ50V („Van”) elérhető volt ponyvatetővel és ponyvaajtókkal, hátulra szerelt pótkerékkel vagy keménytetővel, fém ajtókkal, szintén hátulra szerelt pótkerékkel az M.W.-Suzuki (Melbourne) forgalmazón keresztül 33 hp (25 kW) teljesítménnyel, illetve 5,85 kgf⋅m (57,4 N⋅m; 42,3 lbf⋅ft) nyomatékkal. 1976 májusában néhány külföldi piacon elérhető lett a kisszámban gyártott LJ51P hosszú tengelytávú pickup. A hazai piacon a Jimny 550 ráncfelvarrást kapott 1977-ben, mely által kibővült a hátsó fém sárvédő és az autó nagyobb motorháztetőt kapott hűtőrésekkel. Az exportra szánt modell az LJ50 helyett az LJ80 lett (azonos külső változtatásokkal, de egy új, négyütemű, négyhengeres, 800 cc-s motorral).

### SJ20
Az utolsó ismétlése az eredeti Jimny tervnek az 1977-es Jimny 8 volt, amely egyes piacokon az LJ80 nevet viselte. Eredetileg Eljot („Elliott”) néven szerették volna forgalmazni Németországban, de a szerzői jogi kérdések a Disney Peti sárkánya című filmjével kapcsolatban lehetetlenné tették ezt. Míg az SJ10 megmaradt a hazai „kisautó” kategóriában, az új 1700 lb (770 kg) tömegű SJ20 kapott egy 797 cc-s négyütemű SOHC soros, négyhengeres F8A motort, amely képes 41 hp (31 kW) teljesítmény leadására. A plusz erő és nyomaték lehetővé tette a differenciálmű megemelését a jobb terepképesség érdekében, illetve a nyomtáv szélesebb lett 100 mm-el.
A beltér szintén fejlődött új ülésekkel, és új kormánnyal. A fém ajtók először 1979-ben lettek elérhetőek, és a pickup modell (LJ81) ugyanebben az évben, áprilisban lett elérhető. A pickup, mely Ausztráliában a „Stockman” nevet viselte, 2200 mm tengelytávval rendelkezett és 3620 mm (143 in) volt a hossza. A Jimny 8/LJ80 1981 végén tűnt el a piacról a második-generációs Jimny megjelenésével.

## A második generáció (1981–1998)
A Suzuki SJ30 gyártása 1981 májusában kezdődött meg Japán Hamamacu nevezetű városában. Japánban Suzuki Jimny néven árulták, elérhető volt egyaránt 550cc-s és 660 cc-s, háromhengeres motorral. Az SJ-széria export céljából nagyobb motort kapott, egyaránt megnőtt hossza és szélessége is. Különböző névre hallgatott a világpiacon: Suzuki SJ410/413, Suzuki Samurai, Suzuki Sierra, Suzuki Potohar (Pakisztán), Suzuki Caribian (Thailand), Suzuki Katana (Indonézia), Chevrolet Samurai, Holden Drover (Ausztrália) és Maruti Gypsy (India).

### SJ30
Az SJ30 Jimny 550 főként a Japán belföldi piacon fogyott, ahol a „kisautó” kategóriába sorolták. A terepjáró megőrizte elődje motrát (LJ50), így jelentős teret adott az utolsó Japánban épített kétütemű motornak. Az autó gyártása 1987 novemberében fejeződött be a típusjóváhagyás visszavonásával, melynek előnyét az F5A-motros testvére élvezte, a JA71-es. A kétütemű motort különösen kedvelték a japán terepjárósok (és a Suzuki) a kiváló nyomatéka miatt.

### SJ40
Az SJ40 Jimny 1000 1982-ben jelent meg, az LJ80 sorozat helyén. A Jimny 1000, melyet a legtöbb külföldi piacon Suzuki SJ410 néven árultak, az F10A kóddal ellátott motort használta – egy nagyobb, 1 literes változatát az LJ-k 0,8 literes, négyhengeres erőforrásának. A motor 45 hp (34 kW) teljesítményt adott le, mely 68 mph (109 km/h) végsebesség elérésére volt elegendő. A Japán piacra szánt modell 52 hp (39 kW) teljesítménnyel rendelkezett 5 000 rpm fordulaton.
A terepjáró egy négysebességes, manuális sebességváltóval rendelkezett, elöl és hátul egyaránt rásegítés nélküli dobfékekkel volt felszerelve. Az SJ410 elérhető volt, mint félajtós kabrió, hosszú tengelytávú pickup, kétajtós keménytetős (Van), magasított keménytatős illetve ablakok nélküli keménytetős terepjáró. Japánban a pickup kisteherautó egy lecsupaszított munkagép volt, sárvédőbővítések nélkül, a hagyományos Jimny sportos kereke helyett feketére festett acélfelnit kapott terepgumikkal. Maximális terhelhetősége 350 kg (770 font) volt. Később az export piacra készült egy fedett változata a hosszú tengelytávú SJ410-nek.
Az SJ410-et Spanyolországban is gyártotta a Santana Motors cég a saját gyárjában 1985 márciusától, melyet hazai, európai autóként árultak, annak köszönhetően, hogy az alkatrészek 60%-át helyileg gyártották. Ezzel kikerülték a Japánból importált autók számát korlátozó jogszabályokat. A Santana Motors azonban csak rövid tengelytávú kabrió, és keménytetős változatot gyártott. Az SJ410 néhány későbbi változata elől tárcsafékkel lett szerelve, attól függően, hogy melyik gyárban készítették. 1990 márciusában a Santana által épített verzió egyaránt megkapta az alvázfejlesztéseket, mely az SJ413-at Samurai-á alakította. Ez a változat a Samurai 1.0 nevet kapta. A kenyai Cooper Motor Corporation (CMC) szintén gyártott SJ410-et a nyolcvanas évek közepén.
Maruti Gypsy
Ez az Indiában épített SJ-410 kizárólag hosszú tengelytávú változatban volt elérhető. Ezt a verziót mai napig gyártja az indiai Maruti-Suzuki és Maruti Gypsy King néven árulja. A terepjáró egy tizenhatszelepes, 80 hp (60 kW) teljesítményű, 1,3 literes, G13 motorral rendelkezik. A Gypsy King különösen kedvelt az indiai fegyveres erők és rendőrség köreiben.

#### SJ413/Samurai
JA51 Jimny 1300
1984-ben az SJ megújult, megkezdődött az SJ413 gyártása (belföldi modellkód: JA51). Az SJ413 egy nagyobb, 1,3 literes, négyhengeres motort kapott ötsebességes manuális sebváltóval, fékrásegítéssel (elöl tárcsa-, hátul dobfékekkel). A karosszériát és a belteret szintén újratervezték, az autó új műszerfalat, üléseket illetve hűtőrácsot kapott.. Az SJ410 gyártásban maradt különböző piacokon a régi specifikációval.
Észak-Amerikai piac
Az SJ-széria az Egyesült Államokban (első ízben Puerto Ricóban (SJ-410) és Kanadában) 1985-ben jelent meg. Az ára 6200$ volt és az első évben 47 000 példányt adtak el. A Samurai 1,3 literes, 63 hp (47 kW) teljesítményű, négyhengeres motorral rendelkezett és elérhető volt kabrió vagy keménytetős változatban, hátsó üléssel vagy anélkül. A Suzuki Samurai hamar népszerű lett a 4x4 kedvelők körében a jó terepjáró-képességeinek és megbízhatóságának köszönhetően. Ez annak volt köszönhető, hogy az autó nagyon könnyű és kompakt, ennek ellenére egy igazi összkerékmeghajtású terepjáró terepváltóval felszerelve, ki/be kapcsolható 4x4-gyel és felezővel. Úgyszintén jó kezdő offroad autónak bizonyult, az egyszerű felépítése és könnyű átalakíthatósága miatt.
Az 1988.5-ös modell közúti használatra alkalmasabb felszereltséggel jelent meg az Egyesült Államokban. Ez magába foglalta a lágyabb felfüggesztést és a hosszabb stabilizátort, amely csökkentette a karosszéria lengését. Az alacsony ötödik sebesség (865:1 az előző 795:1 helyett) növelte a motor erejét autópályán. A műszerfal is fejlődött és az ülések kényelmesebbek lettek.
Az új 1,3 literes, négyhengeres motor üzemanyag-befecskendezéssel érkezett 1991 szeptemberében, így elérte a 66 hp (49 kW) teljesítményt. A hátsó váll-biztonsági öv kötelezésével az 1994-es és 1995-ös Samuraiokat hátsó ülések nélkül árulták, mivel a részleges bukócső nem volt megfelelő a biztonsági öv rögzítésére. Az alacsony eladások és növekvő biztonsági követelmények miatt 1995-ben az Egyesült Államokban és Kanadában megszűnt a Suzuki Samurai forgalmazása.
Más piacokon, kisebb módosításokkal, a Suzuki Samurai gyártása megérte a kétezres évek elejét (például Spanyolországban 2003-ban ért véget).

### Magassági világrekord

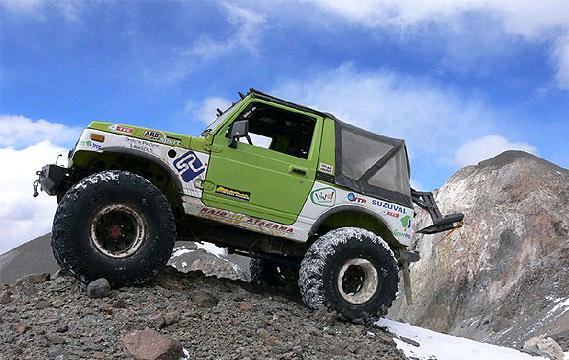
Az expedíció során használt átalakított autó

2007 április 27-én, Gonzalo Bravo és Eduardo Canales chile-i duó, egy módosított Suzuki Samurai (SJ413) terepjáróval felmentek a Ojos del Salado hegyre, meghaladva az előző 6,646 méteres (21,804 ft) rekordot, amelyet egy Jeep állított fel. Az általuk elért 6 688 méteres (21 942 ft) magasság lett a négykerekű járművel elért legnagyobb magasság.
A Samurai a gyáritól eltérő kerekekkel, gumikkal illetve felfüggesztéssel rendelkezett, emellett egy turbófeltöltős G16A, négyhengeres erőforrás lapult a motorháztető alatt. A csapatnak ez volt a harmadik próbálkozásuk, az első során időjárási nehézségekkel szembesülte, a másodiknak pedig egy motortűz vetett véget. Az előző csúcstartó csapat, Matthias Jeschke által vezetett Jeep Wrangler, hagyott egy táblát, amelyen ez állt: „Jeep Parking Only: All others don’t make it up here anyway.” A chile-i csapat megtalálta a táblát, mely ki volt döntve a szél által, visszahozta azt a civilizációnak, mint egy ajándékot.
Ezt a rekordot elismerte a Guinness World Record 2007 júliusában.

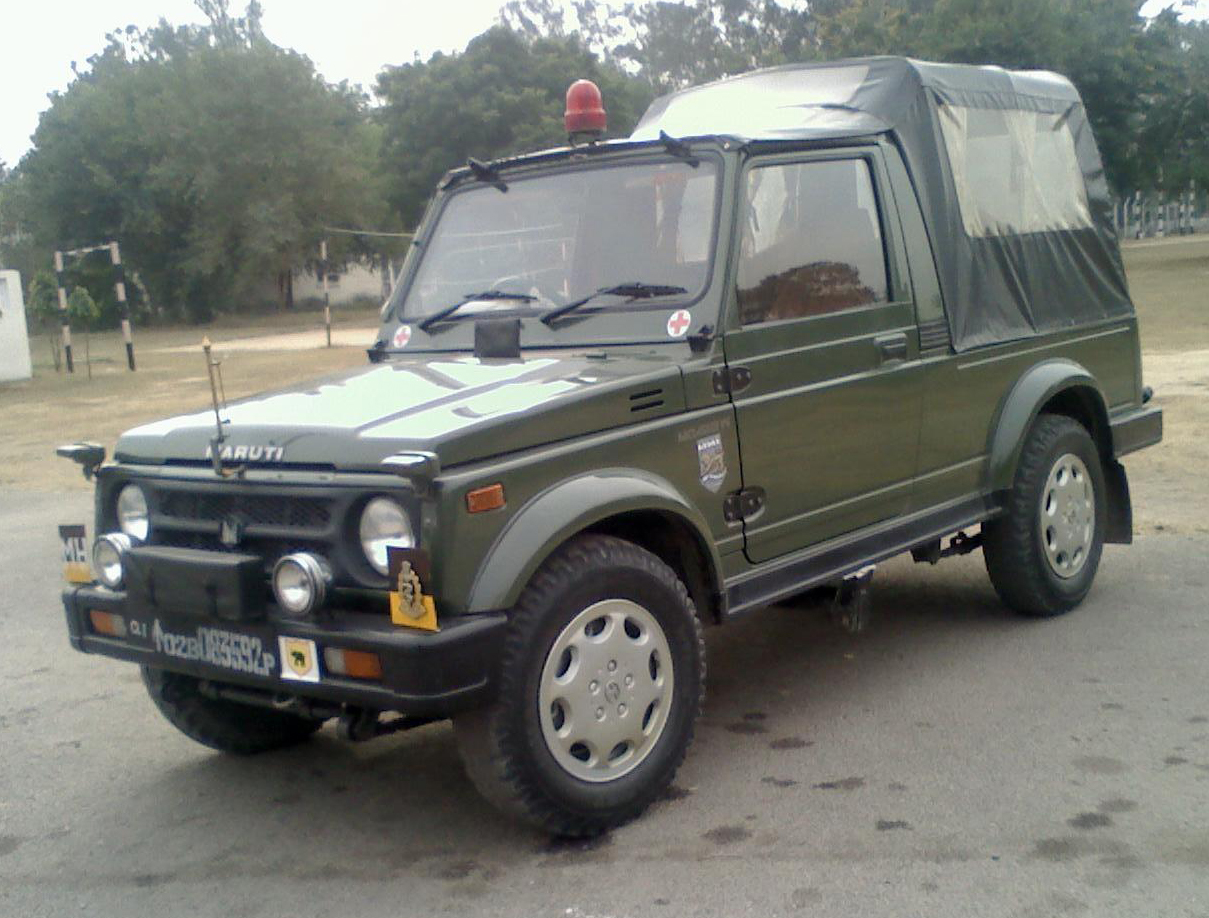
Maruti Gypsy
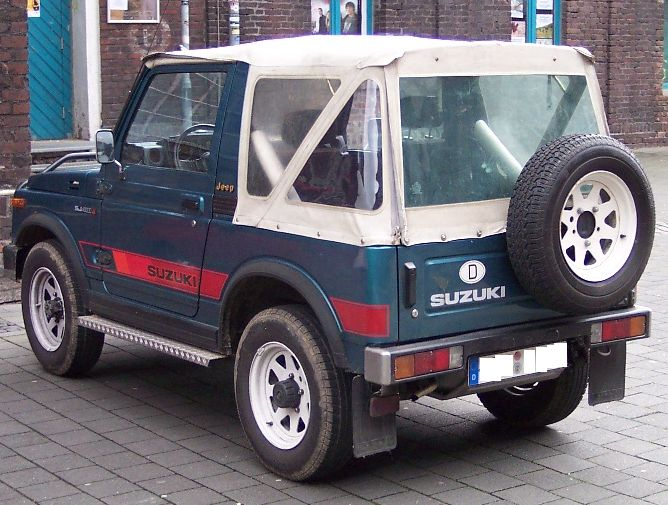
Suzuki SJ410
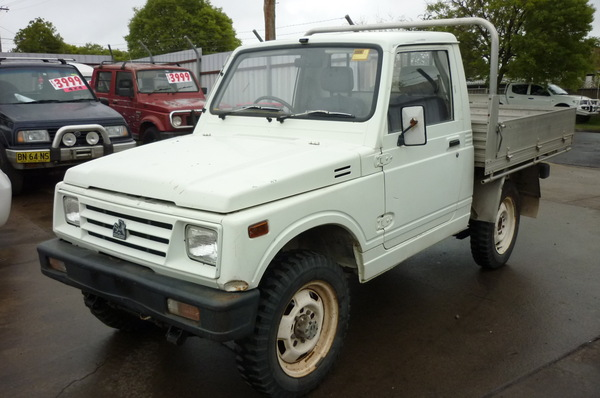
Holden Drover (QB, Australia)
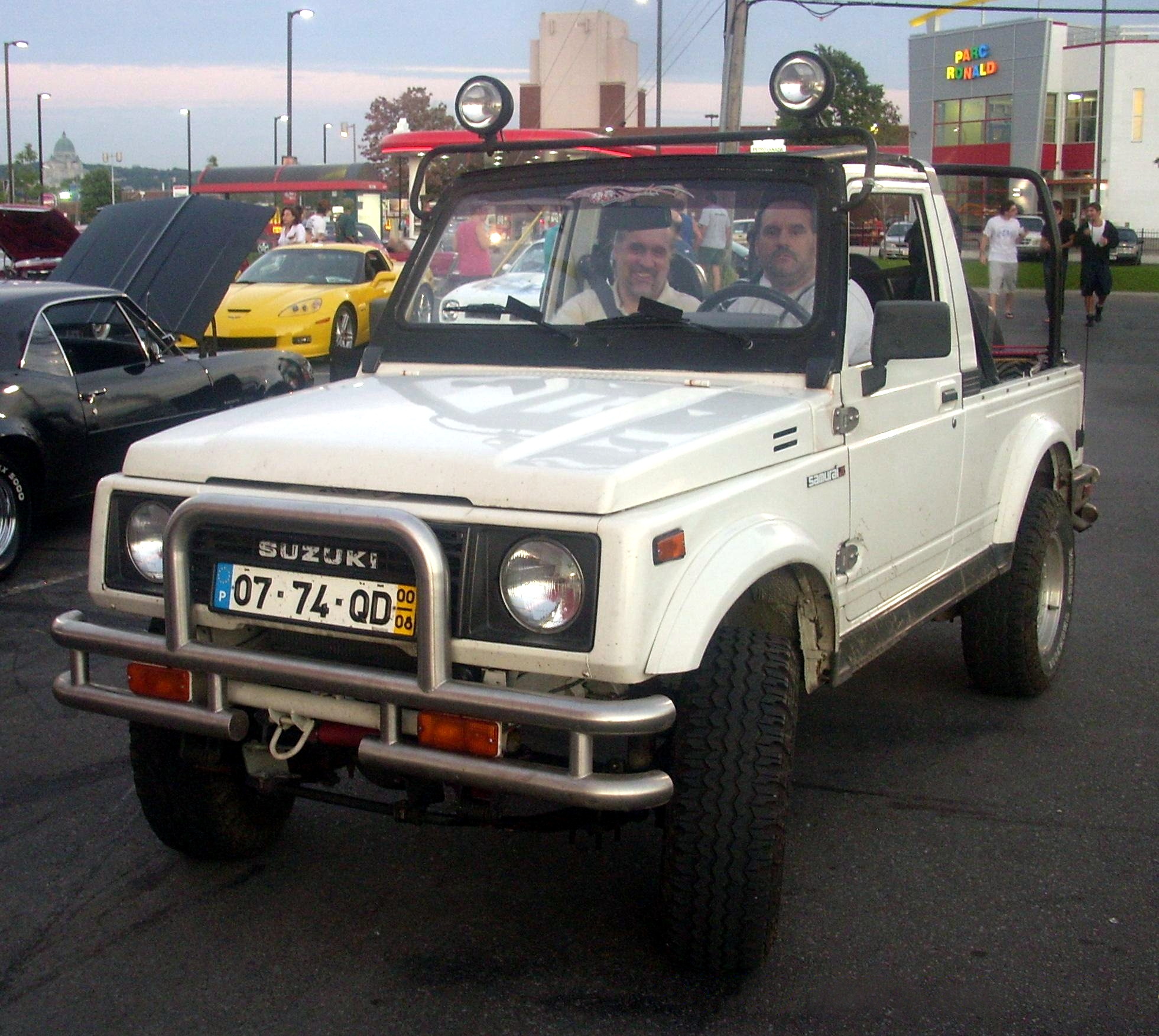
Suzuki Samurai (North America-spec)

## A harmadik generáció (1998–2018)
Az 1997-es Tokyo Motor Show-n, a Suzuki bemutatta a teljesen új Jimnyt, az elődjeinél sokkal modernebb kinézettel: A létra típusú alváz és az osztómű megmaradt, ellentétben sok konkurens 4x4-es modellel. Kétféle karosszéria volt elérhető a export piacon, a hagyományos, kemény- illetve vászontetős változat, amelyet a Barcelona Motor Show-n 1999 májusában mutattak be, melyet kizárólag a Santana gyártott Spanyolországban 1999 és 2009 között. A Jimny helyettesítette a népszerű Sierra/Samurai modellt a legtöbb piacon. A hazai piacon a 660 cc-s K6A-motoros változat a már említett „kisautó” kategóriába sorolódott.
Az 1,3 literes Jimny eredetileg a G13BB motorral volt szerelve, amelyet a JB32-ben is használtak. Ezt helyettesítette a 80 hp (60 kW) teljesítményű G13BB motor, az újonnan tervezett VVT 16-valve M-motor, amelyet Japánban mutattak be 2000 januárjában. A Spanyolországban gyártott ponyvás modellek csak 2005-ben kapták meg ezt a motort. Az európai piacon, ahol a dízel motorok uralták a piac nagy részét, 2004-ben bemutatták a turbódízel Jimny JB53-at, melyet a Santana gyártott és a Renault által épített DDiS 1,461 cc K9K motort használt. A teljesítménye eredetileg 65 hp (48 kW) volt, de megnövelték 2005-ben (86 hp (64 kW)). Ez a változat eltűnt a kínálatról 2011-ben és soha nem volt elérhető Nagy Britanniában és Írországban.
Európában a keménytetős és a ponyvás változat egyaránt JX és JLX felszereltséggel elérhető. Ezek szabványos jelölések a Suzuki terepjárók körében. A JLX a teljesen felszerelt változat, amely a Jimny esetében tetősínt, szervókormányt, elektromos ablakemelőt, illetve elektromosan állítható külső tükröket, és néhány belső kényelmi fejlesztést jelent. Mindkét modell elérhető ötsebességes kézi-, illetve négysebességes autamata sebváltóval. Létezik egy kétkerék meghajtású változat is kizárólag kézi sebváltóval.
2009-ben a spanyol Santana Motors megszüntette a vászontetős kivitel gyártását, így innentől kezdve már nem elérhető ez a változat. 2011-ben ugyan csődbe ment ez a cég, de a vászontetős változat azóta sincs többé gyártásban. A brazil Souza Ramos Group, amely eddig Mitsubishi autókat gyártott, elkezdte a Suzuki Jimny gyártását Brazíliában 2012-ben, pótolva a Santana Motors miatti termeléskiesést.
Japánban és Ausztráliában a Jimny 2007 óta a Jimny Sierra nevet viseli, mivel a Sierra szinonimájává vált a kicsi, hatékony off-road autónak. 1999 óta a GM Colmotores gyártja az 1,3 literes, 79 hp (59 kW) teljesítményű, JB33-at „Chevrolet Jimny” néven Bogotában és Kolumbiában.

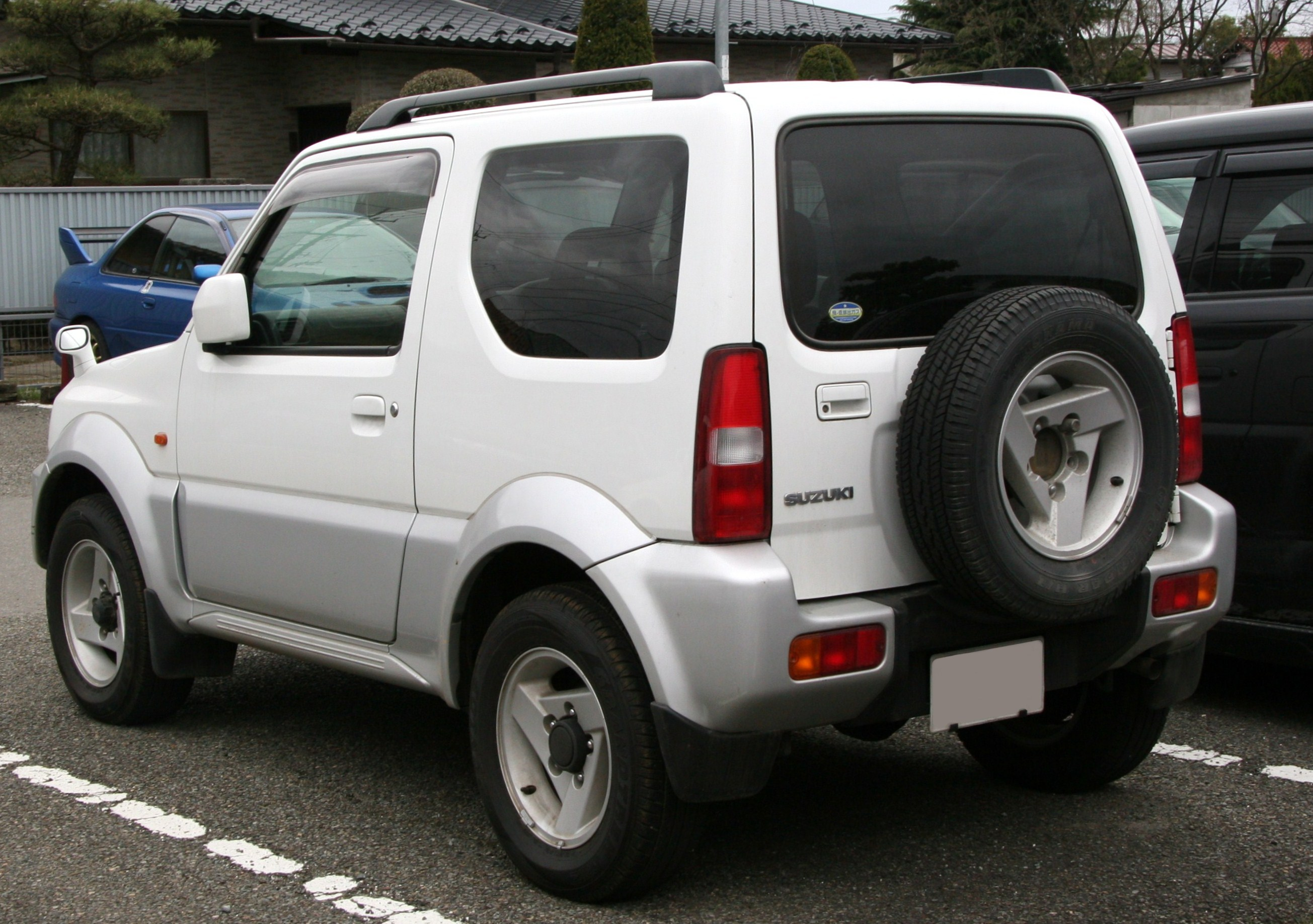
Suzuki Jimny Sierra Ausztráliában
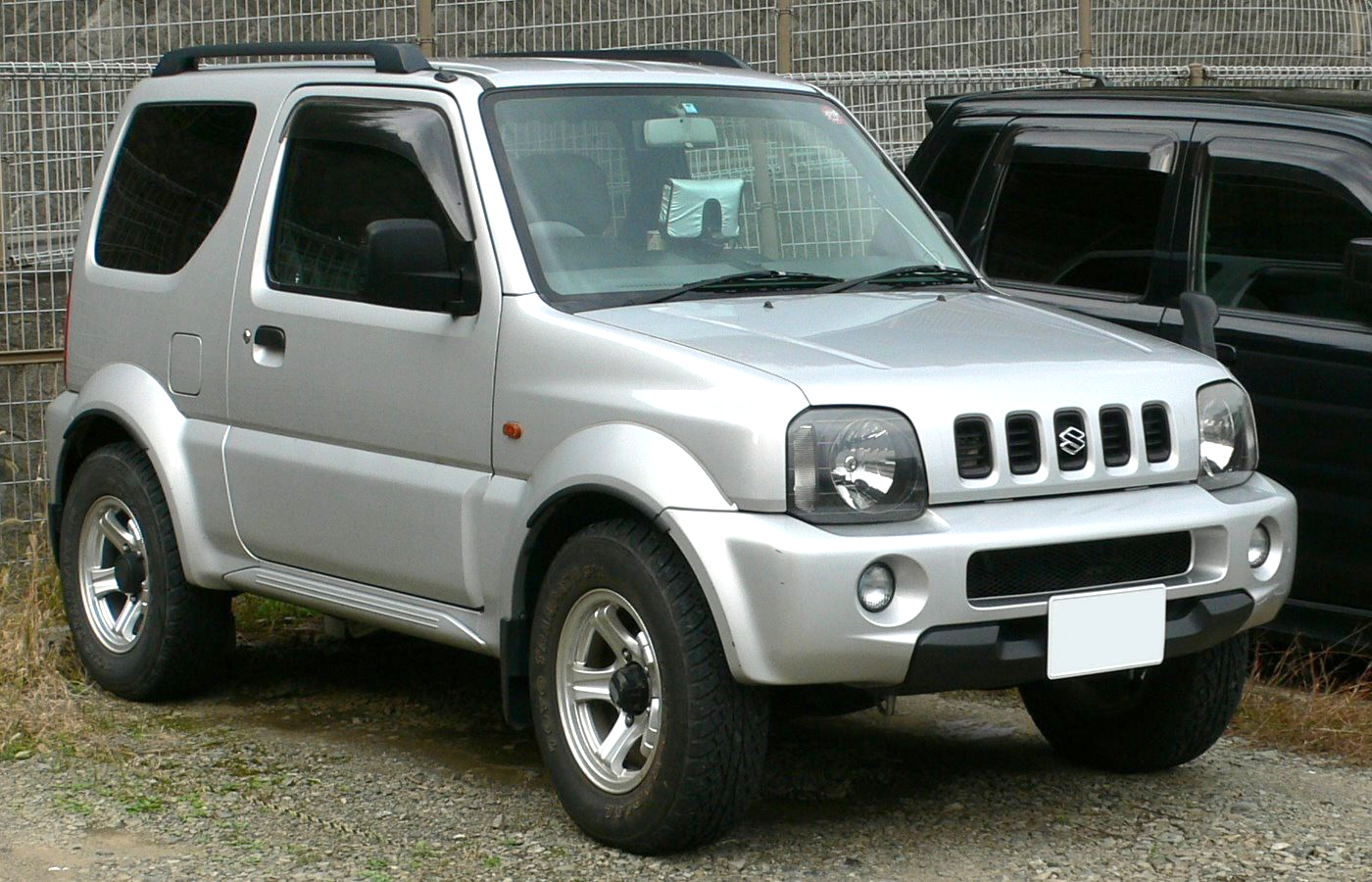
Suzuki Jimny
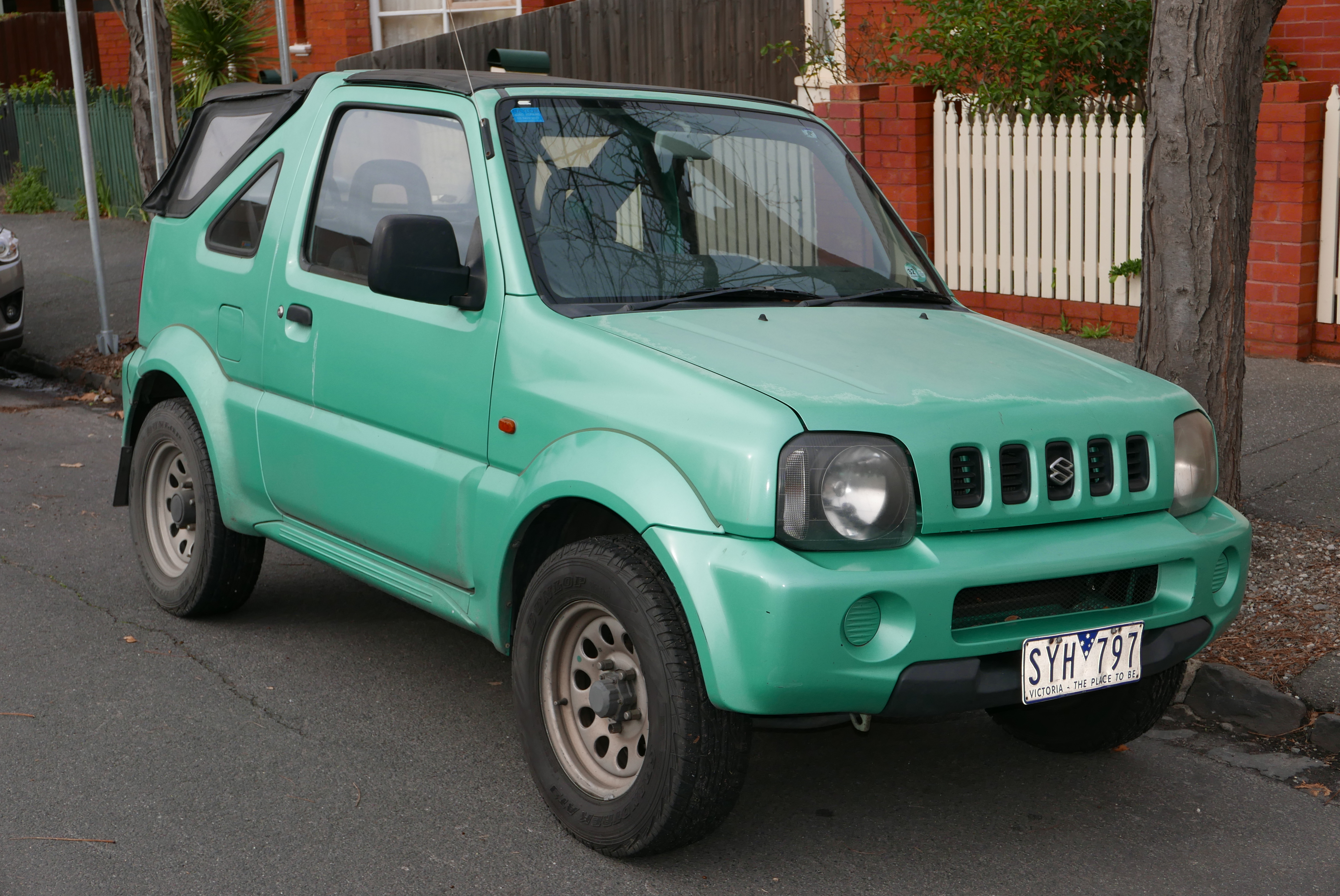
2001 Suzuki Jimny JLX softtop (elölről)
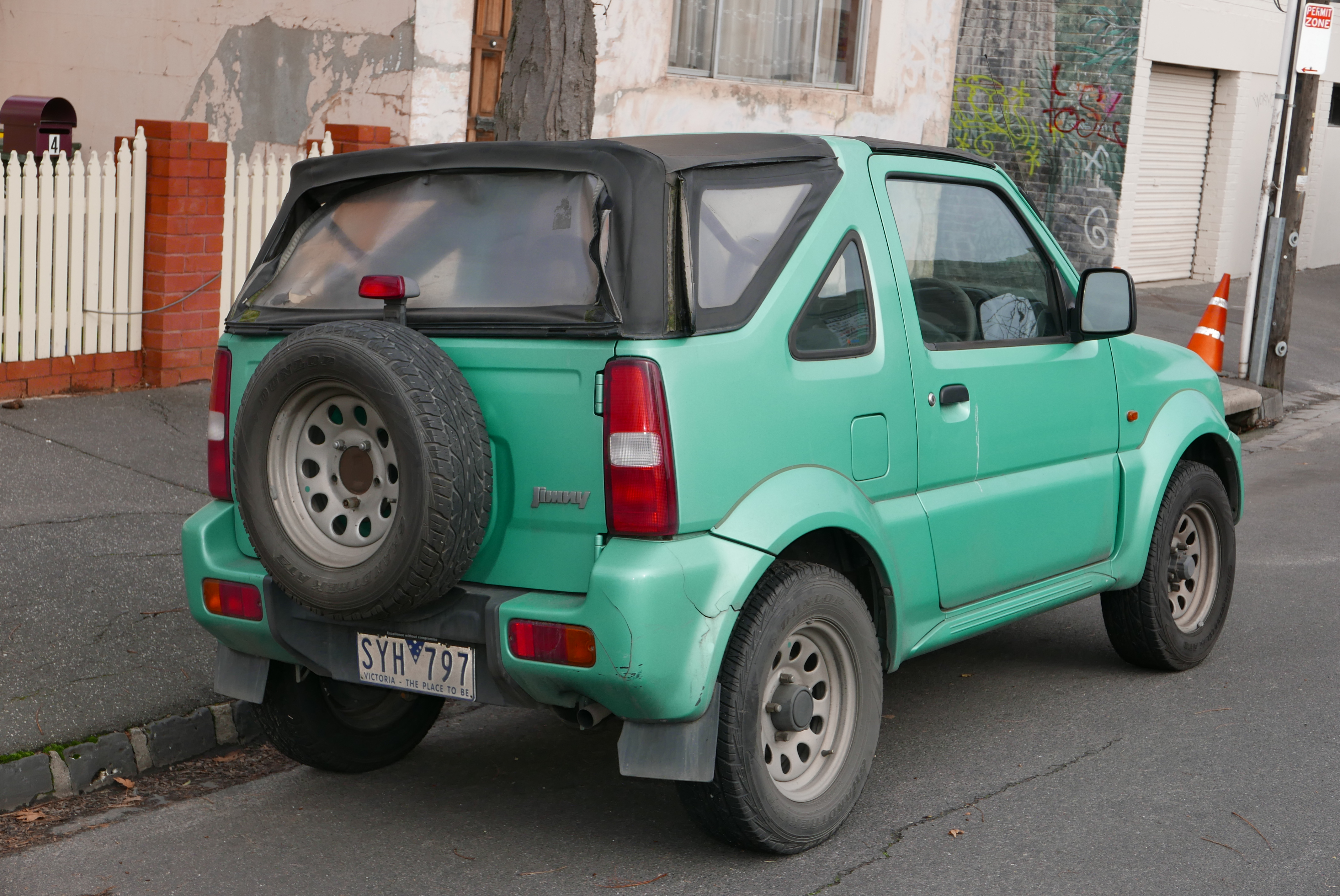
2001 Suzuki Jimny JLX softtop (hátulról)
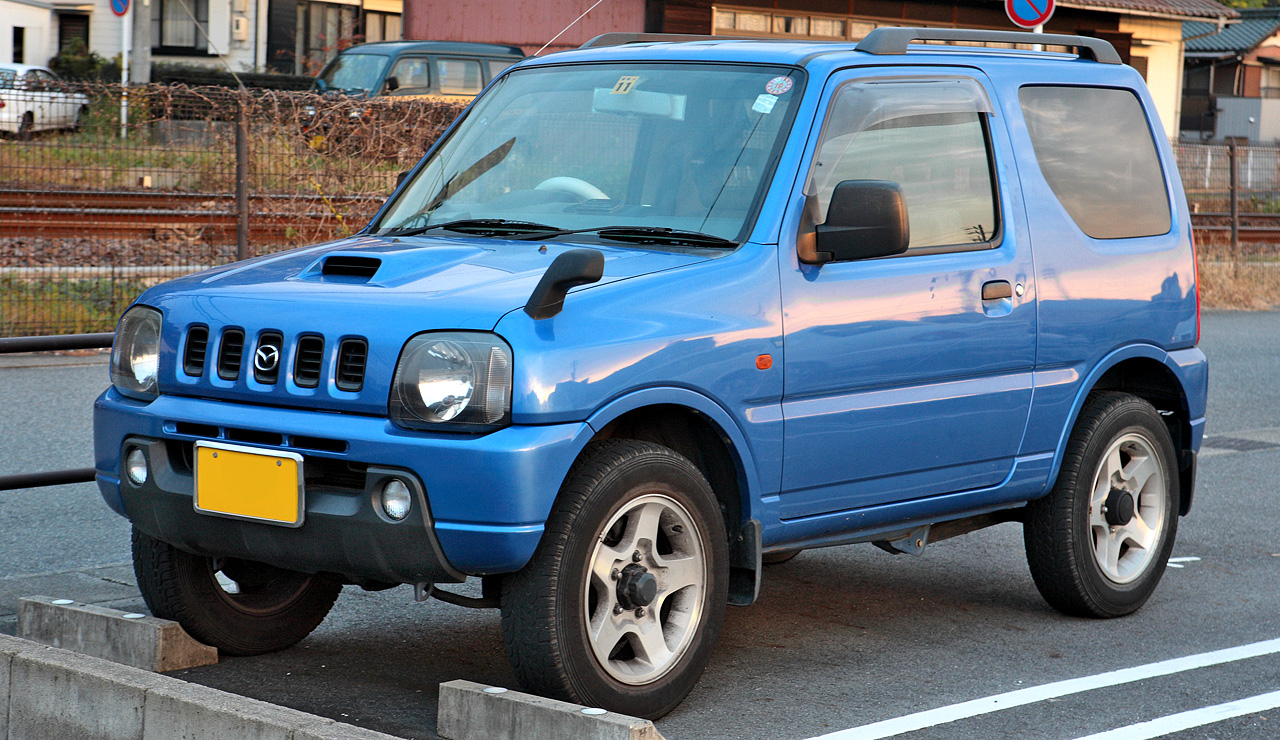
Mazda AZ-Offroad

## A negyedik generáció (2018–)
A negyedik generációs Jimny prototípusa 2017 augusztusában debütált az interneten. A kocsi várhatóan 2018 októberében indul a Tokiói Autószalonon, de már készülnek az első darabok. A Jimny retro stílusú, doboz formájú, SJ és LJ Jimnyra emlékeztető, amivel kinézete az elődeire, valamint a régi G osztályra hasonlít.

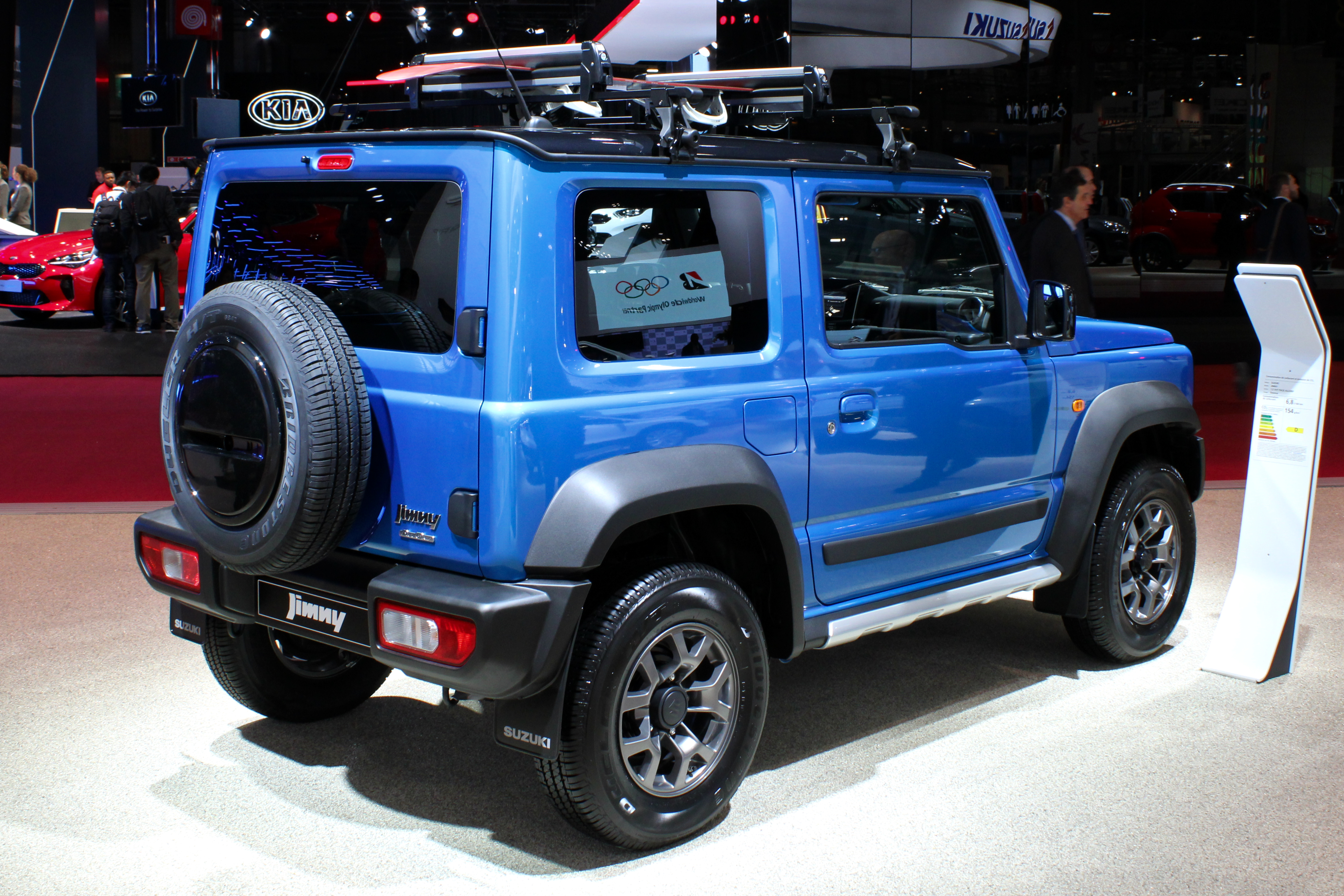
Hátulról

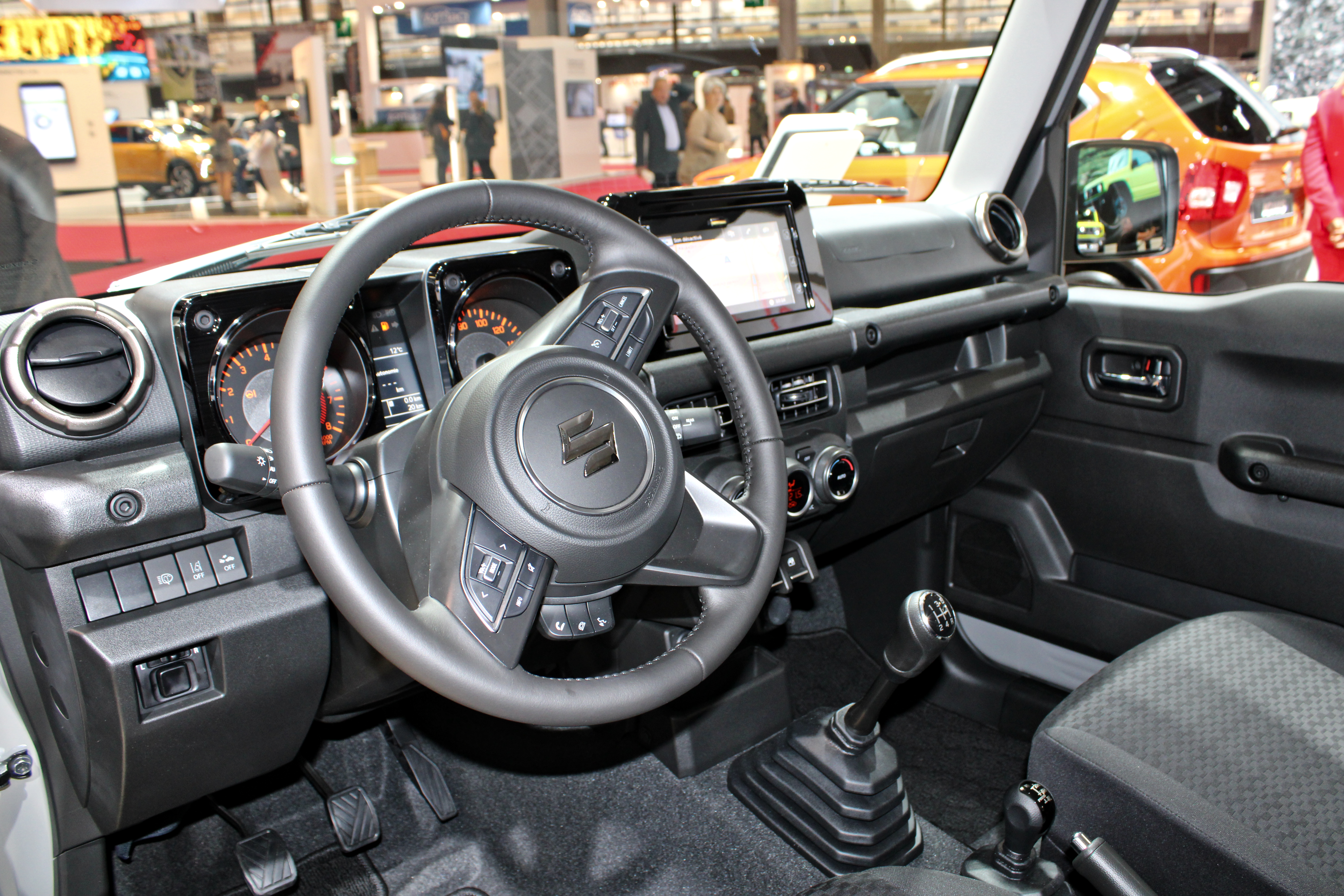
Belülről

Az alapváltozatot egy R06A 660 cm3-es háromhengeres turbófeltöltős benzinmotor hajtja majd, míg a széles változat (Jimny Sierra) egy újonnan kifejlesztett K15B 1,5 literes, négyhengeres, szívó benzinmotorral (75 kW (100,5 LE) 6 000 fordulat / perc, 138 Nm (101,8 lb ft), 4 400 ford./perc).
A kocsi alvázába integrált X-Lumbar, és a hátsó lámpák alacsonyan vannak elhelyezve a hátsó lökhárítón. A jármű nyolc színben és három kettős színben kapható.
Az egyik Suzuki jármű, a Swift mellett, elfogadta a Suzuki Biztonsági Támogatást a megelőző biztonsági technológiák terén.
A kocsi megjelent a 26. Gaikindo Indonézia Nemzetközi Autószalonon.
A Jimny sajátos kinézete miatt népszerű kocsi lett, várólista is kerekedett az érdeklődés hatására. 2023 januárjában jelent meg a kocsi 5 ajtós verziója, mely a 3 ajtóshoz képest 60 cm-rel hosszabb, a tengelytáv pedig 34 cm-rel nőtt. Az 5 ajtós változatra is felfokozott érdeklődés mutatkozott. Ugyanakkor az 1,5 literes szívó négyhengeres motorja miatt a Jimny az időközben bevezetett emissziós normák miatt kiszorult az európai, így a magyar piacról is, ahol legfeljebb haszongépjárműként lehet üzembe helyezni.

### Biztonság
| Euro NCAP teszteredmények | Euro NCAP teszteredmények | Euro NCAP teszteredmények |
| ------------------------- | ------------------------- | ------------------------- |
| Suzuki Jimny (2018)       |                           |                           |
| Teszt                     | Pontszám                  | Százalék                  |
| Értékelés                 | 3/5                       | 3/5                       |
| Felnőtt esetén            | 27,9                      | 73                        |
| Gyermek esetén            | 41,4                      | 84                        |
| Gyalogos esetén           | 25,1                      | 52                        |
| Biztonsági segédlet       | 6,5                       | 50                        |

## Fordítás
- Ez a szócikk részben vagy egészben  a   Suzuki Jimny című angol Wikipédia-szócikk fordításán alapul.  Az eredeti cikk szerkesztőit annak laptörténete sorolja fel. Ez a jelzés csupán a megfogalmazás eredetét és a szerzői jogokat jelzi, nem szolgál a cikkben szereplő információk forrásmegjelöléseként.